# Тинаму бурий
Тинаму бурий (Nothocercus bonapartei) — вид птахів родини тинамових (Tinamidae).

## Етимологія
Вид названо на честь французького натураліста Шарля Люсьєна Бонапарта (1803—1857).

## Поширення
Вид поширений в Андах на півночі Перу, в Еквадорі, Колумбії, Венесуели та на висогір'ї Коста-Рики та західної частини Панами. Населяє гірські ліси на висоті понад 1500 м над рівнем моря.

## Опис
Птах завдовжки до 38 см і вагою 925 г. Оперення строкате або коричневе, лише на спині та крилах чорне.

## Спосіб життя
Трапляється поодинці, або невеликими сімейними групами до п'яти птахів. Харчується переважно плодами, які збирає на землі та в низьких кущах. Він також харчується дрібними безхребетними, квітковими бруньками, молодим листям, насінням та корінням. Гніздо облаштовує на землі серед густої рослинності. Самець висиджує яйця, які можуть бути від декількох самиць. Кладка може складатися з 4-12 яєць. Після вилуплення самець також піклується про пташенят.

## Підвиди
- N. b. frantzii (Lawrence, 1868) — у високогір'ї Коста-Рики та західній Панамі.[6]
- N. b. bonapartei (Gray, GR, 1867) — на північному заході Венесуели та на півночі Колумбії.[6]
- N. b. discrepans (Friedmann, 1947) — в центральній Колумбії.[6]
- N. b. intercedens (Salvadori, 1895) — в західній частині Анд в Колумбії.[6]
- N. b. plumbeiceps (Lönnberg & Rendahl,  1922) —  в Андах на сході Еквадору та на півночі Перу.[6]